# Championnats d'Afrique de cyclisme sur route 2024
Navigation
Championnats d'Afrique 2023 Championnats d'Afrique 2025
Les Championnats d'Afrique de cyclisme sur route 2024 ont lieu du 9 au 13 octobre 2024 à Eldoret au Kenya.
La date des championnats a été décalée à l'automne car les Jeux Africains se sont déroulés à sa période habituelle en mars.

## Podiums masculins
| Élites           |                   |                   |                 |
| Course en ligne  | Henok Mulubrhan   | Emile Van Niekerk | Charles Kagimu  |
| Contre-la-montre | Charles Kagimu    | Brandon Downes    | Adil El Arbaoui |
| Espoirs          |                   |                   |                 |
| Course en ligne  | Emile Van Niekerk | Milkias Maekele   | Eric Muhoza     |
| Contre-la-montre | Paul Lomuria      | Lawrence Lorot    | Joshua Dike     |
| Juniors          |                   |                   |                 |
| Course en ligne  | Keven Teklemariam | Nahom Efriem      | Siem Eyob       |
| Contre-la-montre | Keven Teklemariam | Alexander Erasmus | Nahom Efriem    |

## Podiums féminins
| Élites           |                  |                     |                              |
| Course en ligne  | Ashleigh Moolman | Adiam Dawit         | Diane Ingabire               |
| Contre-la-montre | Lucy Young       | Ashleigh Moolman    | Melissa Hinz                 |
| Espoirs          |                  |                     |                              |
| Course en ligne  | Adiam Dawit      | Djazilla Umwamikazi | Suzana Fisehaye              |
| Contre-la-montre | Suzana Fisehaye  | Adiam Dawit         | Gebregzabiher Mieraf Aregawi |
| Juniors          |                  |                     |                              |
| Course en ligne  | Nardos Tsegay    | Nantume Miria       | Eldana Bereket               |
| Contre-la-montre | Betiel Efrem     | Aliliaa Darwish     | Kahsay Tsige Kiros           |

## Podium mixte
| Élites                       | |                                                                                                  | |
| Contre-la-montre par équipes | Rwanda Diane Ingabire Josiane Mukashema Valantine Nzayisenga Vainqueur Masengesho Moïse Mugisha Etienne Tuyizere | Érythrée Adiam Dawit Suzana Fisehaye Milena Fafiet Hebron Berhane Milkias Maekele Natan Medhanie | Éthiopie Gebregzabiher Mieraf Aregawi Hadush Merhawit Asgodom Serkalen Taye Watango Negasi Abreha Gereziher Geremedhin Hailemaryam Kiya Rogora |

## Tableaux des médailles
| Rang  | Nation         | Or | Argent | Bronze | Total |
| ----- | -------------- | -- | ------ | ------ | ----- |
| 1     | Érythrée       | 7  | 5      | 4      | 16    |
| 2     | Afrique du Sud | 3  | 4      | 1      | 8     |
| 3     | Ouganda        | 2  | 2      | 1      | 5     |
| 4     | Rwanda         | 1  | 1      | 2      | 4     |
| 5     | Égypte         | 0  | 1      | 0      | 1     |
| 6     | Éthiopie       | 0  | 0      | 3      | 3     |
| 7     | Maroc          | 0  | 0      | 1      | 1     |
| 7     | Namibie        | 0  | 0      | 1      | 1     |
| Total | Total          | 13 | 13     | 13     | 39    |